# Rafig Huseynov (locutor)
Rafig Eyyub oglu Huseynov (en azerí: Rafiq Eyyub oğlu Hüseynov; Shusha; 4 de agosto de 1946 – Düsseldorf, 26 de octubre de 2017) fue un locutor de Azerbaiyán.

## Biografía
Rafig Huseynov nació el 4 de agosto de 1946 en la ciudad de Shusha. En 1976 se graduó de la Academia Estatal de Bellas Artes de Azerbaiyán.
Desde 1966 trabajó como locutor en Azərbaycan Televiziya, la cadena de televisión de Azerbaiyán. Aunque dejó la televisión a principios de 1990 y continuó su carrera como cantante. Regresó a la televisión en el año 2005.
Rafig Huseynov falleció el 26 de octubre de 2017 en la ciudad de Düsseldorf de Alemania, tras una larga y grave enfermedad. Fue enterrado el 3 de noviembre de 2017 en la ciudad de Bakú.

## Premios y títulos
- Artista de Honor de la RSS de Azerbaiyán (1979)
- Artista del pueblo de la RSS de Azerbaiyán (1990)
- Premio Estatal de la RSS de Azerbaiyán (1991)